# Xanthoepalpus bicolor
Xanthoepalpus bicolor là một loài ruồi trong họ Tachinidae.